# Codeshare

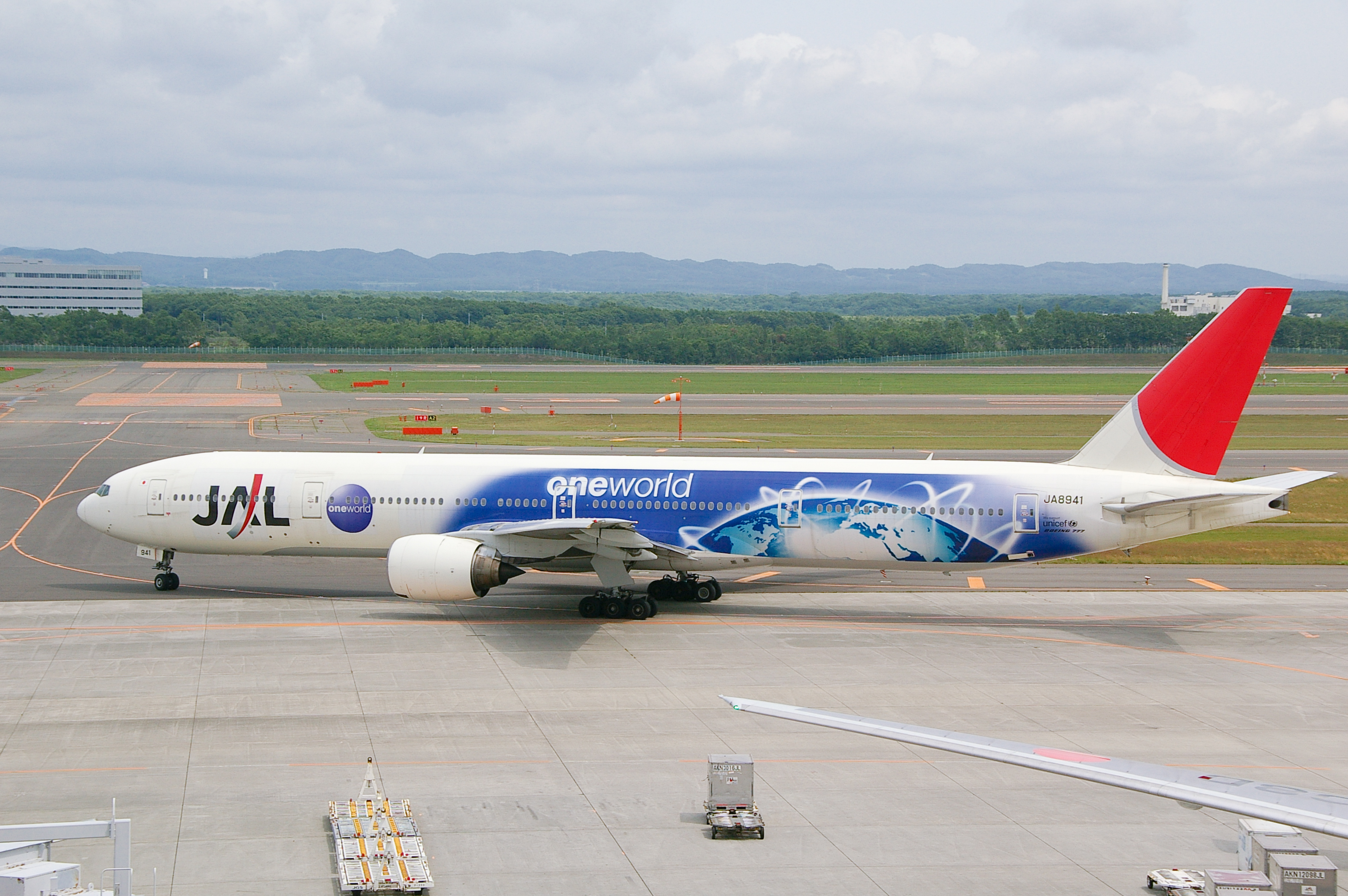
Codeshare är vanligt inom flygbolagsallianser, exempelvis inom Oneworld.

Codeshare är en term inom främst trafikflyg som används i samarbeten mellan olika flygbolag, ofta men inte alltid inom samma flygbolagsallians.
Begreppet kan även översättas med nummerdelning.

## Bakgrund
Inom trafikflyget har varje avgång med ett flygbolag en egen kod, ett så kallat flightnummer. Exempelvis har alla flygningar med Scandinavian Airlines en bokstavs- och sifferkombination som börjar med SK, alla flygningar med Lufthansa börjar med LH och så vidare. Via ett codesharingavtal kommer två eller flera flygbolag överens om att andra flygbolag ges möjlighet att boka in resande med ett eget flightnummer på en flygning som utförs av ett bolag.
Ett codeshare-arrangemang har främst två fördelar för de resande. För det första ger det möjlighet för en resande att ta sig från punkt A till punkt C via punkt B med olika flygbolag med samma biljettkombination utställd av ett bolag oavsett om det i praktiken är operatör. Exempelvis kan en resande från Stockholm till Toronto få en flygbiljett utställd av Scandinavian airlines med två SK-flightnummer för en resa som först går från Arlanda till Heathrow med ett SAS-plan och därefter sker med Virgin Atlantic till slutdestinationen Toronto Pearson International Airport. Genom att möjliggöra incheckning till endast ett flygbolag från början och synkronisera avgångar för smidiga övergångar och effektiv bagagehantering sparas tid och pengar.
En annan vanlig lösning är att bolag i en flygbolagsallians har codesharingavtal för sina respektive flighter mellan varandras hemländer. Exempelvis kan Finnair och British Airways operera två dagliga avgångar var i vardera riktningen mellan Helsingfors och London. Med ett codeshareavtal kan en passagerare då välja mellan kombinationer av fyra avgångar i vardera riktning.